# Nassauská stezka
Nassauská stezka (též Nassavská stezka, německy Nassau weg) je historická lázeňská turistická stezka vedoucí jižním úbočím Studničního vrchu v Rychlebských horách nedaleko Lázní Jeseník.

## Historie
Stezka byla vybudována v letech 1871–1872 na popud Adolfa Nassavského, budoucího lucemburského velkovévody, který se několikrát léčil na nedalekém Gräfenbergu, jako poděkování za úspěšnou léčbu. Jejím záměrem bylo zpřístupnění pramenů, skalních výchozů a vyhlídek a samotného vrcholu Studničního vrchu i méně zdatným či pohybově hendikepovaným návštěvníkům lázní. Výstavbu stezky řídil zeť zakladatele lázní Vincenta Priessnitze Johann Ripper. Její sklon z výše uvedených důvodů nepřesahuje 10 procent kromě míst v blízkém okolí skalních útvarů. Ty jsou označeny kamennými deskami s původními německými nápisy; pokud se nedochovaly, byly nahrazeny kopiemi s texty českými. Stezka se skládá ze dvou úseků, tzv. dolního a horního.

## Dolní stezka
Dolní Nassauská stezka měří asi 1,5 km. Počátek má v blízkosti Polského pramene, ke kterému vede z lázní Naučná stezka Vincenta Priessnitze. Jejím symbolickým začátkem je tzv. Nassauský kámen. Původně se na něm nacházel německý nápis, na čí popud a kým byla stezka vystavěna. Ten byl v roce 1945 odtesán a později nahrazen českým překladem. Stezka stoupá kolem Martina odpočívadla, Tereziny skály, Wilhelmových kamenů, Adéliny skály, Ripperova pramene a Františkovy skály na lesní cestu v blízkosti Šárčina pramene. Cestou je vedena zeleně značená trasa KČT 4804 z Lázní Jeseník na Medvědí kámen. Dolní stezka byla zrekonstruována Lesy České republiky, přičemž na několika místech došlo k jejímu přeložení. Na začátku a konci se nacházejí informační tabule o její historii. Stezkou jsou trasovány značené lázeňské okruhy.

## Horní stezka
Horní stezka odbočuje z výše zmíněné lesní cesty ještě před Šárčiným pramenem. Odbočení je nezřetelné z důvodu stržení hrany přilehlého svahu. Na tomto úseku nedošlo k rekonstrukci a proto není stezka v terénu vždy jasně zřetelná. V roce 2018 došlo k jejímu svépomocnému vyznačení zejména za pomoci zelených písmen "N", šipek a celých či zkrácených slov "Nassau". Stezka stoupá k Sourozeneckému prameni přičemž jí v krátkém úseku využívá Naučná stezka Živé vody. Stezka pokračuje kolem skalního útvaru nad pramenem na lesní cestu v nadmořské výšce 930 metrů. S ní v krátkém úseku splývá, poté pokračuje kolem Letních kamenů, Nassauské skály a Hildiny skály na vrchol Studničního vrchu. Odtud lze pokračovat neznačenými cestami na nedalekou žlutě značenou trasu KČT 7806 a dál na rozcestí Ripperův kámen.